# Estrella de mercurio-manganeso
Se denominan estrellas de mercurio-manganeso a una clase de estrellas peculiares no magnéticas que presentan una línea prominente a 398,4 nm en su espectro, debido a la absorción de mercurio ionizado.

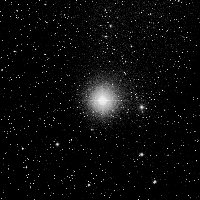
Alpheratz (α Andromedae), prototipo de las estrellas de mercurio-manganeso.

Suelen ser estrellas de la secuencia principal de tipo espectral B con una temperatura efectiva comprendida entre 10.500 K y 15.000 K. Los miembros de esta clase muestran una amplia variedad de anomalías químicas, con algunos contenidos muy bajos y otros muy altos de ciertos elementos químicos.
Las estrellas de mercurio-manganeso presentan dos características distintivas. Por una parte muestran un exceso de elementos como fósforo, manganeso, galio, estroncio, itrio, zirconio, platino y mercurio, y por otra parte carecen de un campo magnético fuerte.
Las abundancias de algunos elementos pueden ser 105 veces mayores que las existentes en el Sol.
Tienden a ser estrellas de lenta rotación en relación con otras estrellas análogas y en consecuencia su atmósfera está en relativa calma. Se piensa que los contenidos anómalos se deben a un ambiente hidrodinámico sumamente estable; diferentes tipos de átomos se hunden por la acción de la gravedad, mientras que otros son empujados al exterior por la presión de radiación, haciendo que su distribución no sea homogénea.
Las estrellas de mercurio-manganeso son consideradas importantes laboratorios para estudiar efectos hidrodinámicos estelares. Utilizando los resultados de un gran número de estrellas es posible estudiar la dependencia de los contenidos elementales con los parámetros estelares, así como hacer comparaciones con las predicciones teóricas.
Con frecuencia, las estrellas de mercurio-manganeso forman parte de sistemas binarios y múltiples, pudiendo constituir dicha fracción hasta el 91% del total.
Se cree que la pertenencia a sistemas estelares puede ser clave a la hora de entender las peculiaridades químicas de estas estrellas.

## Principales estrellas de mercurio-manganeso
El arquetipo de la clase es Alpheratz (α Andromedae). La siguiente tabla incluye algunas de las estrellas más brillantes dentro de este grupo.
| Nombre       | Denominación de Bayer/Flamsteed | Tipo espectral | Magnitud aparente |
| ------------ | ------------------------------- | -------------- | ----------------- |
| Alpheratz    | α Andromedae                    | B8IVmnp        | +2,06             |
| Gienah Gurab | γ Corvi                         | B8III          | +2,59             |
|              | μ Leporis                       | B9IV           | +3,28             |
| Maia         | 20 Tauri                        | B8III          | +3,87             |
|              | χ Lupi                          | B9IV           | +3,96             |
| Muliphein    | γ Canis Majoris                 | B8II           | +4,10             |
|              | φ Herculis                      | B9mnp          | +4,23             |
|              | β Sculptoris                    | B9Vmnpe        | +4,37             |
|              | π1 Bootis                       | B9p            | +4,91             |
|              | ι Coronae Borealis              | A0p            | +4,98             |
|              | κ Cancri A                      | B8IIImnp       | +5,24             |
| OV Geminorum | 33 Geminorum                    | B7III          | +5,87             |
| Dabih Menor  | β Capricorni B                  | B9.5III/IV     | +6,10             |

Fuente: Tipo espectral y magnitud aparente tomados de la base de datos SIMBAD.